# Halíplids
Els halíplids (Haliplidae) són una família de coleòpters aquàtics del subordre Adephaga que neden amb un moviment alternat de les seves potes. Tanmateix, el seu sistema de nedar és maldestre comparada amb la d'altres coleòpters aquàtics de les famílies Dytiscidae o Hydrophilidae. Els Haliplidae consten d'unes 200 espècies en 6 gèneres i viuen en qualsevol hàbitat d'aigua dolça. És l'únic membre actual de la superfamília Haliploidea.

## Descripció
L'adult (imago) d'aquests coleòpters són de forma oval i generalment fan d'1,5 a 5 mm de llargada. Normalment són de color groguenc a marró. La característica més distintiva de la família són les grans plaques coxals de les potes posteriors que es fan servir per emmagatzemar aire de forma suplementària a l'emmagatzemat en els èlitres.

## Ecologia
Els halíplids viuen en la vegetació aquàtica al voltant de les vores de petits llacs i basses o corrents d'aigua tranquils. Els adults són omnívors.

## Gèneres
Aquesta família no és gaire diversificada, actualment només s'accepten 6 gèneres. D'entre aquests, Peltodytes és probablement el més ancestral i Haliplus el més divers.